# Torre de Santa María (kommunhuvudort)
Torre de Santa María är en kommunhuvudort i Spanien.   Den ligger i provinsen Provincia de Cáceres och regionen Extremadura, i den centrala delen av landet, 240 km sydväst om huvudstaden Madrid. Torre de Santa María ligger 490 meter över havet och antalet invånare är 666.
Terrängen runt Torre de Santa María är platt åt nordväst, men åt sydost är den kuperad. Terrängen runt Torre de Santa María sluttar norrut. Runt Torre de Santa María är det glesbefolkat, med 20 invånare per kvadratkilometer. Närmaste större samhälle är Montánchez, 4,3 km sydväst om Torre de Santa María. Omgivningarna runt Torre de Santa María är huvudsakligen savann.